# Violanta Ugarska
Violanta Ugarska (? – 1251.?) bila je ugarska princeza, članica kuće Arpadović i kraljica supruga Kraljevine Aragonije kao druga žena Jakova I. Aragonskog. Kraljica Violanta bila je suprugova savjetnica. Ostala je dobro zapamćena u Kataloniji i Valenciji.
Violantin je otac bio ugarsko-hrvatski kralj Andrija II., a majka Andrijina druga supruga Jolanda.
Jakov i Violanta bili su roditelji Violante Aragonske, Izabele Aragonske, Petra III. Aragonskoga i Jakova II. Mallorcanskog.